# Bačva
Bačva – wieś w Chorwacji, w żupanii istryjskiej, w gminie Višnjan. W 2011 roku liczyła 21 mieszkańców.